# 3ª etapa del Giro de Italia 2017
La 3ª etapa del Giro de Italia 2017 tuvo lugar el 7 de mayo de 2017 entre Tortolì y Cagliari sobre un recorrido de 148 km.

## Clasificación de la etapa
| \| Clasificación de la etapa \| Clasificación de la etapa \| Clasificación de la etapa \| Clasificación de la etapa \| Clasificación de la etapa \| \| Ciclista \| Ciclista \| Equipo \| Tiempo \| \| \| ------------------------- \| ------------------------- \| ------------------------- \| ------------------------- \| ------------------------- \| \| 1.º \| Fernando Gaviria \| Quick-Step Floors \| 3 h 26 min 33 s \| \| \| 2.º \| Rüdiger Selig \| Bora-Hansgrohe \| + 0 s \| \| \| 3.º \| Giacomo Nizzolo \| Trek-Segafredo \| + 0 s \| \| \| 4.º \| Nathan Haas \| Dimension Data \| + 0 s \| \| \| 5.º \| Maximiliano Richeze \| Quick-Step Floors \| + 0 s \| \| \| 6.º \| Kanstantsín Siutsou \| Bahrain-Merida \| + 3 s \| \| \| 7.º \| Bob Jungels \| Quick-Step Floors \| + 3 s \| \| \| 8.º \| Caleb Ewan \| Orica-Scott \| + 13 s \| \| \| 9.º \| Sacha Modolo \| UAE Team Emirates \| + 13 s \| \| \| 10.º \| André Greipel \| Lotto-Soudal \| + 13 s \| \| |                     |                   |                 |
| |                     |                   |                 |
| Fuente: ProCyclingStats |                     |                   |                 |
| Clasificación de la etapa |                     |                   |                 |
| Ciclista | Ciclista            | Equipo            | Tiempo          |
| 1.º | Fernando Gaviria    | Quick-Step Floors | 3 h 26 min 33 s |
| 2.º | Rüdiger Selig       | Bora-Hansgrohe    | + 0 s           |
| 3.º | Giacomo Nizzolo     | Trek-Segafredo    | + 0 s           |
| 4.º | Nathan Haas         | Dimension Data    | + 0 s           |
| 5.º | Maximiliano Richeze | Quick-Step Floors | + 0 s           |
| 6.º | Kanstantsín Siutsou | Bahrain-Merida    | + 3 s           |
| 7.º | Bob Jungels         | Quick-Step Floors | + 3 s           |
| 8.º | Caleb Ewan          | Orica-Scott       | + 13 s          |
| 9.º | Sacha Modolo        | UAE Team Emirates | + 13 s          |
| 10.º | André Greipel       | Lotto-Soudal      | + 13 s          |

## Clasificaciones al final de la etapa

### Clasificación general
| \| Clasificación general \| Clasificación general \| Clasificación general \| Clasificación general \| Clasificación general \| \| Ciclista \| Ciclista \| Equipo \| Tiempo \| \| \| --------------------- \| --------------------- \| --------------------- \| --------------------- \| --------------------- \| \| 1.º \| Fernando Gaviria \| Quick-Step Floors \| 14 h 45 min 16 s \| \| \| 2.º \| André Greipel \| Lotto-Soudal \| + 9 s \| \| \| 3.º \| Lukas Pöstlberger \| Bora-Hansgrohe \| + 13 s \| \| \| 4.º \| Bob Jungels \| Quick-Step Floors \| + 13 s \| \| \| 5.º \| Kanstantsín Siutsou \| Bahrain-Merida \| + 13 s \| \| \| 6.º \| Caleb Ewan \| Orica-Scott \| + 17 s \| \| \| 7.º \| Roberto Ferrari \| UAE Team Emirates \| + 17 s \| \| \| 8.º \| Ryan Gibbons \| Dimension Data \| + 23 s \| \| \| 9.º \| Enrico Battaglin \| LottoNL-Jumbo \| + 23 s \| \| \| 10.º \| Sacha Modolo \| UAE Team Emirates \| + 23 s \| \| |                     |                   |                  |
| |                     |                   |                  |
| Fuente: ProCyclingStats |                     |                   |                  |
| Clasificación general |                     |                   |                  |
| Ciclista | Ciclista            | Equipo            | Tiempo           |
| 1.º | Fernando Gaviria    | Quick-Step Floors | 14 h 45 min 16 s |
| 2.º | André Greipel       | Lotto-Soudal      | + 9 s            |
| 3.º | Lukas Pöstlberger   | Bora-Hansgrohe    | + 13 s           |
| 4.º | Bob Jungels         | Quick-Step Floors | + 13 s           |
| 5.º | Kanstantsín Siutsou | Bahrain-Merida    | + 13 s           |
| 6.º | Caleb Ewan          | Orica-Scott       | + 17 s           |
| 7.º | Roberto Ferrari     | UAE Team Emirates | + 17 s           |
| 8.º | Ryan Gibbons        | Dimension Data    | + 23 s           |
| 9.º | Enrico Battaglin    | LottoNL-Jumbo     | + 23 s           |
| 10.º | Sacha Modolo        | UAE Team Emirates | + 23 s           |

### Clasificación por puntos
| Clasificación por puntos | Clasificación por puntos | Clasificación por puntos      | Clasificación por puntos | Clasificación por puntos |
| Ciclista                 | Ciclista                 | Equipo                        | Puntos                   |                          |
| ------------------------ | ------------------------ | ----------------------------- | ------------------------ | ------------------------ |
| 1.º                      | André Greipel            | Lotto-Soudal                  | 81 pts                   |                          |
| 2.º                      | Daniel Teklehaimanot     | Dimension Data                | 74 pts                   |                          |
| 3.º                      | Fernando Gaviria         | Quick-Step Floors             | 72 pts                   |                          |
| 4.º                      | Kristian Sbaragli        | Dimension Data                | 64 pts                   |                          |
| 5.º                      | Eugert Zhupa             | Wilier Triestina-Selle Italia | 60 pts                   |                          |
| 6.º                      | Lukas Pöstlberger        | Bora-Hansgrohe                | 51 pts                   |                          |
| 7.º                      | Caleb Ewan               | Orica-Scott                   | 50 pts                   |                          |
| 8.º                      | Jasper Stuyven           | Trek-Segafredo                | 43 pts                   |                          |
| 9.º                      | Giacomo Nizzolo          | Trek-Segafredo                | 43 pts                   |                          |
| 10.º                     | Roberto Ferrari          | UAE Team Emirates             | 38 pts                   |                          |

### Clasificaciones por equipos

#### Clasificación por tiempo
| Clasificación por equipos | Clasificación por equipos | Clasificación por equipos | Clasificación por equipos |
| Equipo                    | Equipo                    | Tiempo                    |                           |
| ------------------------- | ------------------------- | ------------------------- | ------------------------- |
| 1.º                       | Quick-Step Floors         | 44 h 16 min 21 s          |                           |
| 2.º                       | Bora-Hansgrohe            | + 23 s                    |                           |
| 3.º                       | Bahrain-Merida            | + 26 s                    |                           |
| 4.º                       | UAE Team Emirates         | + 36 s                    |                           |
| 5.º                       | Team Sunweb               | + 36 s                    |                           |
| 6.º                       | Sky                       | + 36 s                    |                           |
| 7.º                       | Movistar Team             | + 36 s                    |                           |
| 8.º                       | Cannondale-Drapac         | + 36 s                    |                           |
| 9.º                       | BMC Racing Team           | + 36 s                    |                           |
| 10.º                      | Lotto NL-Jumbo            | + 1 min 02 s              |                           |

#### Clasificación por puntos
| Clasificación por equipos | Clasificación por equipos     | Clasificación por equipos | Clasificación por equipos |
| Equipo                    | Equipo                        | Puntos                    |                           |
| ------------------------- | ----------------------------- | ------------------------- | ------------------------- |
| 1.º                       | Dimension Data                | 103 pts                   |                           |
| 2.º                       | Bora-Hansgrohe                | 102 pts                   |                           |
| 3.º                       | Quick-Step Floors             | 99 pts                    |                           |
| 4.º                       | Lotto-Soudal                  | 81 pts                    |                           |
| 5.º                       | Trek-Segafredo                | 80 pts                    |                           |
| 6.º                       | UAE Team Emirates             | 65 pts                    |                           |
| 7.º                       | Orica-Scott                   | 50 pts                    |                           |
| 8.º                       | Wilier Triestina-Selle Italia | 32 pts                    |                           |
| 9.º                       | Gazprom-RusVelo               | 19 pts                    |                           |
| 10.º                      | Bahrain-Merida                | 15 pts                    |                           |